# Advanced Info Service
Advanced Info Service Public Company Limited (AIS) ist mit fast 29 Millionen Kunden der größte Mobilfunkanbieter in Thailand.
AIS wurde am 24. April 1986 von Thaksin Shinawatra als Leasing-Unternehmen für Computer gegründet. Im Oktober 1990 führte die Gesellschaft den 900-MHz-Mobilfunkdienst ein, den es für 20 Jahre als Monopol-Konzession von der Telephone Organization of Thailand (TOT) erhalten hatte. Seit 1991 ist AIS im SET Index an der thailändischen Börse gelistet. Im Juni 1992 kaufte AIS die Firma Shinawatra Paging. Von 2002 bis 2006 wurde AIS von der späteren Ministerpräsidentin Yingluck Shinawatra geführt.
AIS gehört mehrheitlich der singapurischen Staatsholding Temasek. 40,5 % der Aktien werden von INTOUCH (vormals Shin Corporation) gehalten, die seit ihrem Verkauf durch die Familie Shinawatra im Jahr 2006 die thailändische Tochter der Temasek ist. Weitere 23,3 % werden von Singapore Telecommunications (SingTel) gehalten, die ebenfalls zu Temasek gehört. 36,2 % der Anteilsscheine sind in Streubesitz (Stand Februar 2015).